# سیارک ۲۹۸
سیارک ۲۹۸ (به انگلیسی: 298 Baptistina) دویست و نود و هشتمین سیارک کشف شده‌است که در ۹ سپتامبر ۱۸۹۰ و در نیس کشف شد.
قدر مطلق سیارک برابر ۱۱٫۰۰ است.